# فرانك خراندل
فرانك خراندل (17 مارس 1978 ببوانت-آه-بيتر في فرنسا - ) (بالفرنسية: Franck Grandel)‏ هو لاعب كرة قدم فرنسي في مركز حراسة المرمى. شارك مع منتخب جزر غوادلوب لكرة القدم. أما مع النوادي، فقد لعب مع سكودا زانثي ونادي أوترخت ونادي تروا ونادي ديجون ونادي ليبورن ونادي بيزنسون ‏ ونادي دونكيرك.

## وصلات خارجية
- فرانك خراندل على موقع رابطة كرة القدم الفرنسية للمحترفين (الإنجليزية)
- فرانك خراندل على موقع قاعدة بيانات كرة القدم.إي يو (الإنجليزية)
- فرانك خراندل على موقع ليكيب (الفرنسية)
- فرانك خراندل على موقع ناشيونال فوتبول تيمز (الإنجليزية)
- فرانك خراندل على موقع Soccerway.com (الإنجليزية)
- فرانك خراندل على موقع عالم كرة القدم.نت (الإنجليزية)
- فرانك خراندل على موقع AS.com (الإسبانية)